# Bento Kangamba
Bento dos Santos Kangamba (Luena, 6 de Julho de 1965) é um empresário, e general de três estrelas de Angola e dirigente desportivo da equipa de futebol Kabuscorp Sport Clube do Palanca.

## Carreira
Nascido no bairro operário um dos bairros da cidade de Luena em Angola, mas foi na zona rural da região lunda que cresceu. Na vida académica chegou até à 12ª classe.

### Militar
Aos 15 anos de idade aderiu ao Movimento Popular de Libertação de Angola (MPLA). O seu pai era conhecido como apoiante dos guerrilheiros deste partido que andavam pela zona Leste do país. A família era detentora de alguns bens, entre os quais alguns camiões que teriam sido queimados pela União Nacional para a Independência Total de Angola (UNITA), ao tempo do conflito armado.
Serviu as Forças Armadas Populares de Libertação de Angola (FAPLA) e chegou à patente de brigadeiro da Força Aérea Nacional de Angola, cuja reserva faz parte.

### Empresário
O seu património económico é considerado complexo, a começar pelo facto de não se conhecer o seus auxiliares diretos. Está associado à exploração de diamantes. Fundou na década de noventa uma empresa, a "Organizações Kabuscorp", cujo património inclui um terreno na Samba, uma Quinta em fase de construção, nas áreas do Futungo, à qual deu o seu nome, "Quinta Kamgamba". É conotado com uma sociedade anónima de representações, Rangel, com sede no Bairro Operário.
Dedica especial atenção à filantropia e apoia iniciativas de entretenimento (concursos, espectáculos musicais, etc) pelo que ganhou a fama de "empresário da juventude".

### Dirigente desportivo
Kangamba é dirigente (ou cartola) da equipa desportiva Kabuscorp Sport Clube do Palanca, conhecido somente por Kabuscorp. Tornou-se o primeiro angolano a ter um clube de futebol no país. É um clube de futebol que possui sua sede em Luanda capital de Angola.

## Vida pessoal
Avelina Escórcio Dos Santos casou-se com Bento Kangamba no ano de 2011. Filha do irmão mais velho do presidente angolano, o empresário Avelino dos Santos, e irmã de Catarina dos Santos, uma influente e bem conhecida figura de Luanda. A noiva trabalhava como secretária do tio, o então presidente José Eduardo dos Santos, e com este casamento, Bento Kangamba, tornou-se da família presidencial. Para padrinhar o casamento Bento Kangamba escolheu outra grande figura do partido maioritário, o general Higino Carneiro. Durante o casamento, José Eduardo Dos Santos, marcou presença por ser tio da noiva.